# Lipaleyrodes emiliae
Bọ phấn rau ngót (Lipaleyrodes emiliae) là một loài côn trùng cánh nửa trong họ Aleyrodidae, phân họ Aleyrodinae.
Lipaleyrodes emiliae được Chen & Ko miêu tả khoa học đầu tiên năm 2006.. Tuy nhiên đến năm 2009, chi Lipaleyrodes được xem là đồng nghĩa với chi Bemisia, nên tên khoa học của loài này đổi thành Bemisia emiliae (Chen & Ko, 2006). Không nên nhầm tên mới này với Bemisia emiliae (Corbett, 1926), là tên đồng nghĩa với Bemisia tabaci (Gennadius, 1889).